# Michael Sprott
Michael Sprott (* 16. Januar 1975 in Reading) ist ein britischer Schwergewichtsboxer.

## Amateur
Als Amateur erreichte Sprott bei den britischen Meisterschaften 1995 im Superschwergewicht einen dritten Platz sowie 1996 den zweiten Platz. Eine Teilnahme an den Olympischen Spielen 1996 gelang ihm nicht, da er im Qualifikationsturnier an Jean-François Bergeron scheiterte.

## Profikarriere
Sprott wurde 1996 Profi. 1998 und 2000 kassierte er gegen zwei unbekannte englische Gegner vorzeitige Niederlagen. Sprott verfügt nur über vergleichsweise wenig Schlagkraft, hat durchschnittliche Nehmerfähigkeiten, ist Normalausleger, ist aber meist fit und besitzt überdurchschnittliche technische Qualitäten.
Im Jahr 2001 sorgte er für Aufsehen, als er Timo Hoffmann schlagen konnte, welcher zuvor nur gegen Vitali Klitschko nach Punkten verloren hatte. Den direkten Rückkampf gegen Hoffmann in Deutschland verlor er offiziell, aber umstritten nach Punkten. Corrie Sanders knockte ihn in Südafrika im gleichen Jahr in der ersten Runde aus.
2002 bekam er die Gelegenheit, um die Schwergewichttitel Großbritanniens und des Commonwealths zu boxen. Er verlor zwar vorzeitig gegen Danny Williams, konnte den Kampf aber völlig ausgeglichen gestalten und zeigte, dass er mindestens in die britische, wenn nicht europäische Spitzenklasse gehört. Später im Jahr gelang ihm aber ein seltener KO-Sieg über seinen schlagstarken Landsmann Pele Reid. Nach weiteren sechs Siegen kam es zum Rückkampf mit Williams, wieder ging er nach guter Leistung KO. Die dritte Begegnung mit Williams im Januar 2004 konnte er dann nach Punkten zu seinen Gunsten entscheiden. Die Gürtel musste er allerdings schon in seiner ersten Titelverteidigung im April 2004 abgeben, er verlor durch KO in der zwölften Runde gegen Matt Skelton.
Gegen den bis dahin unbesiegten Cengiz Koç gelang ihm 2005 der Gewinn der EU-Meisterschaft, dem Europameister Paolo Vidoz unterlag er aber nach Punkten. Anschließend verlor er äußerst umstritten nach Punkten gegen Wolodymyr Wirtschis.
2006 gewann er erneut die EU-Meisterschaft, ging aber im nächsten Kampf gegen den ungeschlagenen Amateurstar Ruslan Chagayev KO. Im November 2006 besiegte er René Dettweiler bei einer Verteidigung seines EU-Titels.
Am 17. Februar 2007 landete er den größten Sieg seiner Karriere, als er Olympiasieger Audley Harrison besiegte. Er war in der ersten Runde am Boden, konnte Harrison aber in der dritten Runde durch einen linken Haken schwer KO schlagen.

## Besonderes
Zu einem Eklat kam es am 15. September 2012, als Sprott in Bamberg gegen den deutschen Schwergewichtler Edmund Gerber durch technischen KO in der 4. Runde verlor. Der über den in seinen Augen ungerechtfertigten Kampfabbruch erboste Sprott stieß den Ringrichter zu Boden und wurde deswegen mit einer dreimonatigen Kampfsperre belegt. Am 15. Dezember 2012 – exakt am ersten Tag nach Ablauf der Sperre – trat Sprott erneut in Deutschland an. Diesmal besiegte er Edmund Gerber nach Punkten.